# Prosopocera capeneri
Prosopocera capeneri là một loài bọ cánh cứng trong họ Cerambycidae.